# Iodorésinifératoxine
L'iodorésinifératoxine (I-RTX) est un puissant antagoniste compétitif des récepteurs TRPV1 (Transient Receptor Potential Vanilloid 1). L'I-RTX est le dérivé 5-iodé de la résinifératoxine (RTX), un composé présent dans l'euphorbe résinifère (Euphorbia resinifera), plante succulente marocaine.

## Synthèse
L'I-RTX peut être préparée par substitution électrophile aromatique de la RTX, l'iode se substituant en position 5.

## Chimie
Comme la RTX, l'I-RTX appartient à la famille des daphnanes. La substance est soluble dans le DMSO et dans l'éthanol.

## Biochimie
L'iodation du RTX en position 5 change la nature de la toxine, d'agoniste des récepteurs TRPV1 à antagoniste de ces mêmes récepteurs, avec seulement une légère baisse de l'affinité,,.
La capacité de liaison de l'I-RTX is dépend de la température et du pH, comme l'a montré la recherche sur les cellules HEK 293 exprimant les récepteurs TRPV1. Le pH optimal est entre 7,8 et 8,0, et la capacité de liaison croit nettement avec la température jusqu'à 37 °C, puis décroit avec des températures supérieures.

## Toxicité
Chez la souris, l'I-RTX induit une hypothermie dépendante de la dose, in vivo. Une différence signifiante statistiquement a été rapporté à des doses supérieures à 0,1 µmol/kg. L'effet maximal a été observé a une dose de 1 µmol/kg, 60 à 100 minutes après l'administration. Aucune létalité n'a été signalé dans cette étude.

## Usage thérapeutique
Des recherches cliniques ont été effectuées sur l'utilisation de l'I-RTX comme analgésique, mais plusieurs inconvénients ont été listés : structure chimique complexe, coûts de production élevés et des caractéristiques pharmacocinétiques relativement défavorables.